# Wladimir Jurjewitsch Gawrikow
Wladimir Jurjewitsch Gawrikow (russisch Владимир Юрьевич Гавриков) ist ein ehemaliger sowjetischer Biathlet.
Wladimir Gawrikow hatte sein erfolgreichstes Jahr 1981, als er an den Biathlon-Weltmeisterschaften in Lahti teilnahm. Im Sprint belegte er den zehnten, im Sprint den neunten Platz. Im Staffelrennen gewann sie an der Seite von Wladimir Alikin, Wladimir Barnaschow und Anatoli Aljabjew hinter den Vertretungen aus der DDR und der Bundesrepublik die Bronzemedaille. 1979 wurde Gawrikow bei den sowjetischen Meisterschaften UdSSR-Meister im Sprint.